# K (川村カオリのアルバム)
『K』（ケー）は、2009年5月27日にユニバーサルミュージック/MILESTONE CROWDSから発売された川村カオリの8枚目のアルバム。

## 内容
- 約12年8ヶ月ぶりの本作は、生涯最後のオリジナル・アルバムとなった。
- デビュー・シングル「ZOO」リテイクや、布袋寅泰、吉川晃司、浅井健一などの著名ミュージシャンによる書き下ろしを収録。
- DVD付初回限定盤[1]と通常盤[2]の2形態で発売。DVDには「ZOO」リテイクのミュージック・ビデオとメイキング映像を収録。
- 初登場は300位圏外だったが、8月10日付オリコン週間ランキングで100位以内にランクインした。

## 収録曲
作詞：川村カオリ（特記以外）
1. Kiss×kiss×kiss
  - 作曲・編曲：布袋寅泰
2. バタフライ 〜あの晴れた空の向こうへ〜
  - 作詞：川村カオリ・松浦晃久・marhy　作曲：marhy・松浦晃久　編曲：松浦晃久
3. ZOO （20 anniversary ver.）
  - 作詞・作曲：辻仁成　編曲：上田ケンジ
4. Friend
  - 作詞・作曲：浅井健一　編曲：上田ケンジ
5. morning cry
  - 作曲：川村カオリ　編曲：上田ケンジ
6. Remember 〜17歳の君へ〜
  - 作曲：marhy・松浦晃久　編曲：松浦晃久
7. ドーナツ
  - 作曲・編曲：片寄明人
8. LOVE REAL ACTION （feat. 吉川晃司）
  - 作曲：吉川晃司　編曲：菅原弘明
9. Miss You
  - 作詞：川村カオリ・エガワヒロシ　作曲：エガワヒロシ　編曲：エガワヒロシ・松浦晃久
10. 小さな花
  - 作曲・編曲：渡辺俊美
11. LIFE
  - 作曲・編曲：鈴木祥子

### DVD　初回限定盤
1. ZOO （20th Anniversary）（Music Clip）
2. メイキング